# مشعلية غشائية
مشعلية غشائية (الاسم العلمي:Aethionema membranaceum) هي نوع من النباتات تتبع جنس المشعلية من الفصيلة الصليبية.